# Ascidiacea
Hải tiêu (Danh pháp khoa học: Ascidiacea) là một lớp động vật trông giống như thực vật, phân bố trên khắp các đại dương từ vùng ngập nước, thủy triều, nước lợ đến vùng dưới biển sâu hàng nghìn mét đều thấy dấu vết của nó.

## Phát triển trực tiếp
Một số loài Hải tiêu, đặc biệt trong họ Molgulidae, có sự phát triển trực tiếp, trong đó phôi phát triển trực tiếp thành con non mà không phát triển thành ấu trùng đuôi.

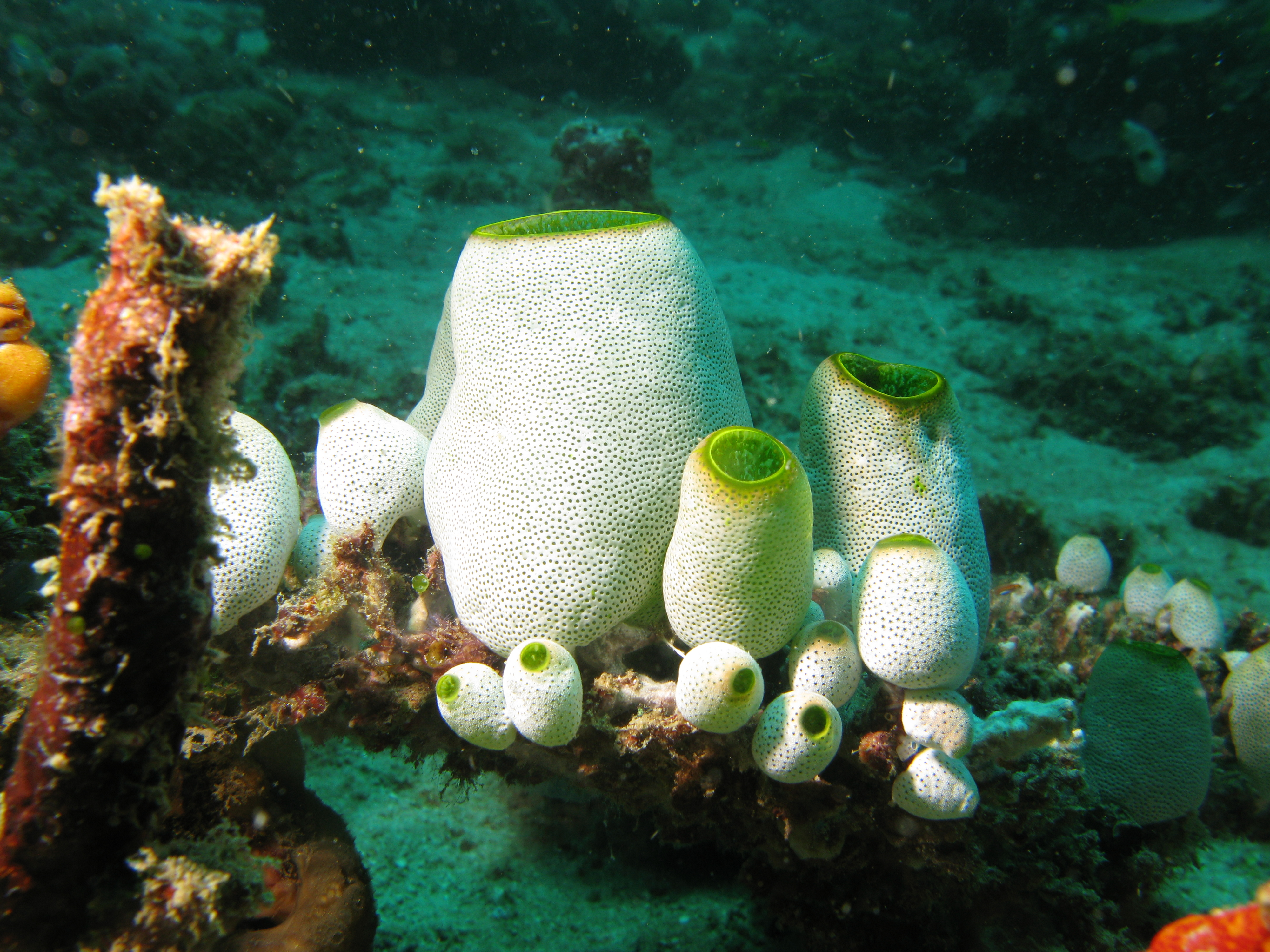
Thuộc địa của Didemnum molle

## Đặc điểm

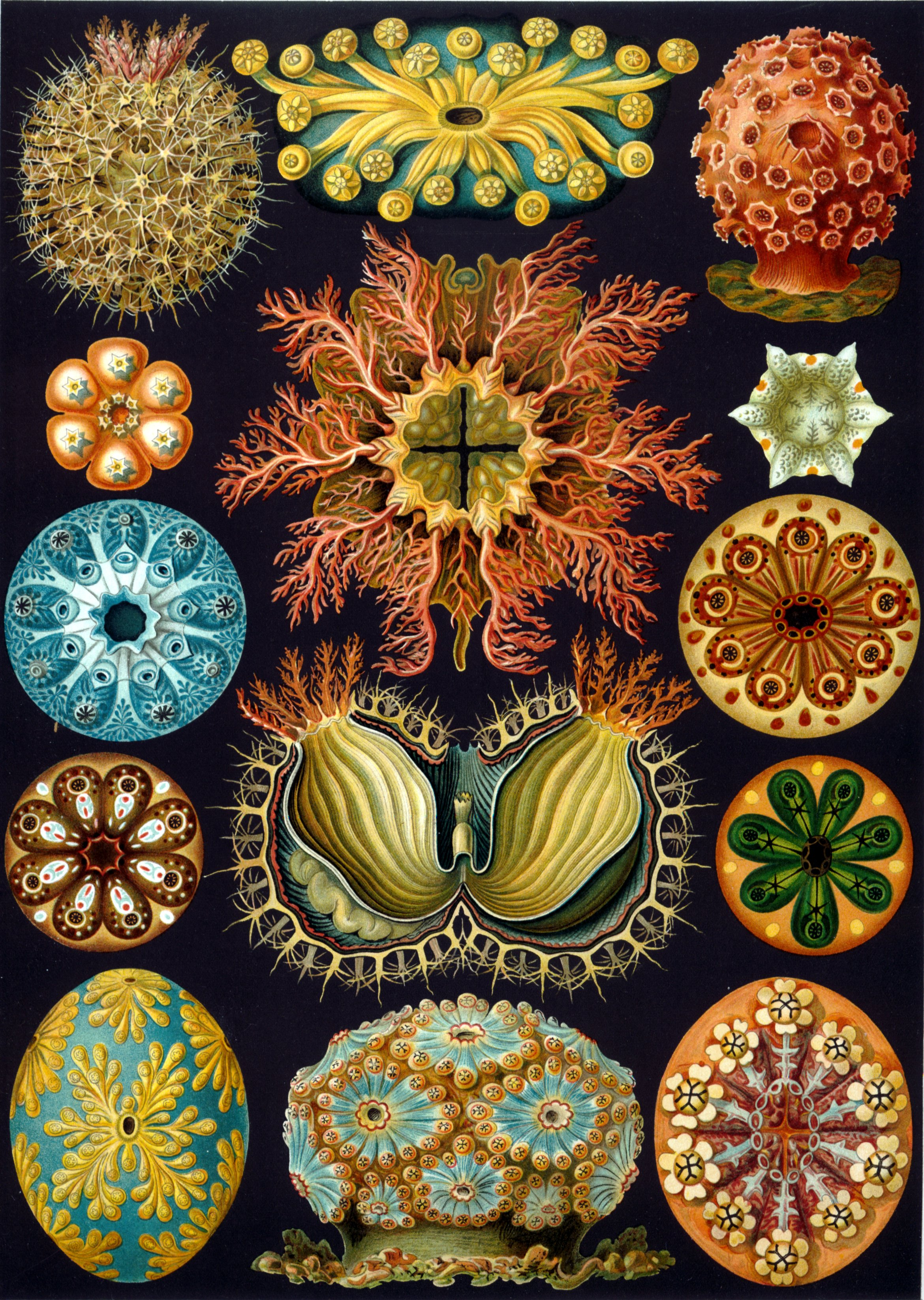
Hình vẽ minh họa trong sách Kunstformen der Natur (in năm 1904) về một số loài hải tiêu

Hải tiêu là loài động vật sống tại chỗ, bên ngoài bọc một lớp vỏ Tunicin (khoảng 60% Cellulose, 27% protein và 13% chất khoáng) bảo vệ và làm khuôn hình dạng. Đây là hiện tượng duy nhất của giới động vật có sự tham gia của cellulose. Chính vì vậy gọi là hải tiêu tức tiêu là vỏ bao. Nhờ ống dẫn nước vào ra qua mang để hấp thụ oxy, qua đường ruột để hấp thụ dinh dưỡng và những sinh vật nhỏ trong nước.
Hình dạng của hải tiêu giống như quả cà, có khi giống bông hoa, trông rất giống một ấm pha trà. Nếu lấy ngón tay chọc vào nó, nó sẽ phun ra một dòng nước rất mạnh, sau đó đang từ từ thế đứng thẳng, nó rũ xuống mềm như bông. Hải tiêu bám vào vỏ đáy tàu dày đặc, ảnh hưởng đến tốc độ chạy tàu, tốn xăng dầu, nó bám đường ống ngầm làm tắc ống. Nhưng phần đuôi của hải tiêu non lại có sợi dây sống, dấu hiệu của động vật cấp cao, người ta liệt hải tiêu vào Ngành dây sống. Hải tiêu có tác dụng quan trọng trong việc nghiên cứu nguồn gốc động vật có xương sống trong quá trình tiến hóa.

## Sinh trưởng
Có hải tiêu khi sinh sản từ thân mọc ra một mầm non, mầm này lớn dần lên rồi rời khỏi thân mẹ phát triển thành một cơ thể mới. Đó là mầm sinh thực của hải tiêu. Có hải tiêu lại sinh sản hữu tính, khi đó, hải tiêu lưỡng tính, trứng và tinh trùng không chín đồng thời nên không thể tự thụ, đành phải quan hệ với con hải tiêu khác. Hải tiêu non rất giống con nòng nọc, mắt, não và đuôi rất phát triển, ở giữa có một sợi xương sống.
Mặt lưng của sợi xương sống có một ống thần kinh đi thẳng đến tận đầu mút của thân, họng có mang và hải tiêu non có thể tự do bơi lội. Sau vài giờ, đầu mút của thân mới dần dần lồi ra hút bám vào vật thể khác. Tiếp đó đuôi héo đi, rồi mất hẳn, cuối cùng chỉ giữ lại một đốt thần kinh. Biến thái từ nhỏ đến lớn của hải tiêu ngược hẳn với chiều tiến hóa nên động vật học gọi là hiện tượng biến thái ngược.

## Hình ảnh

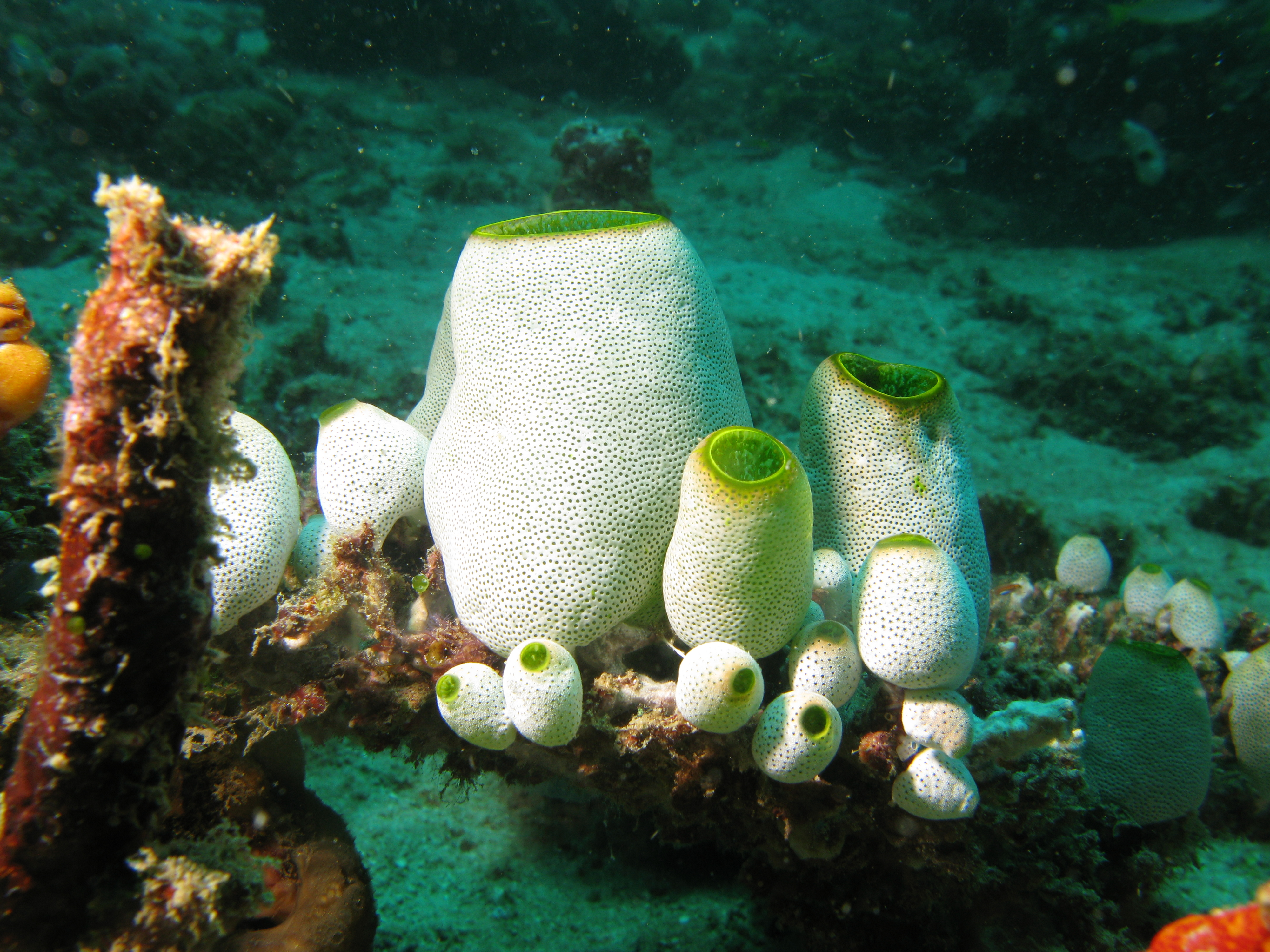
Didemnum molle
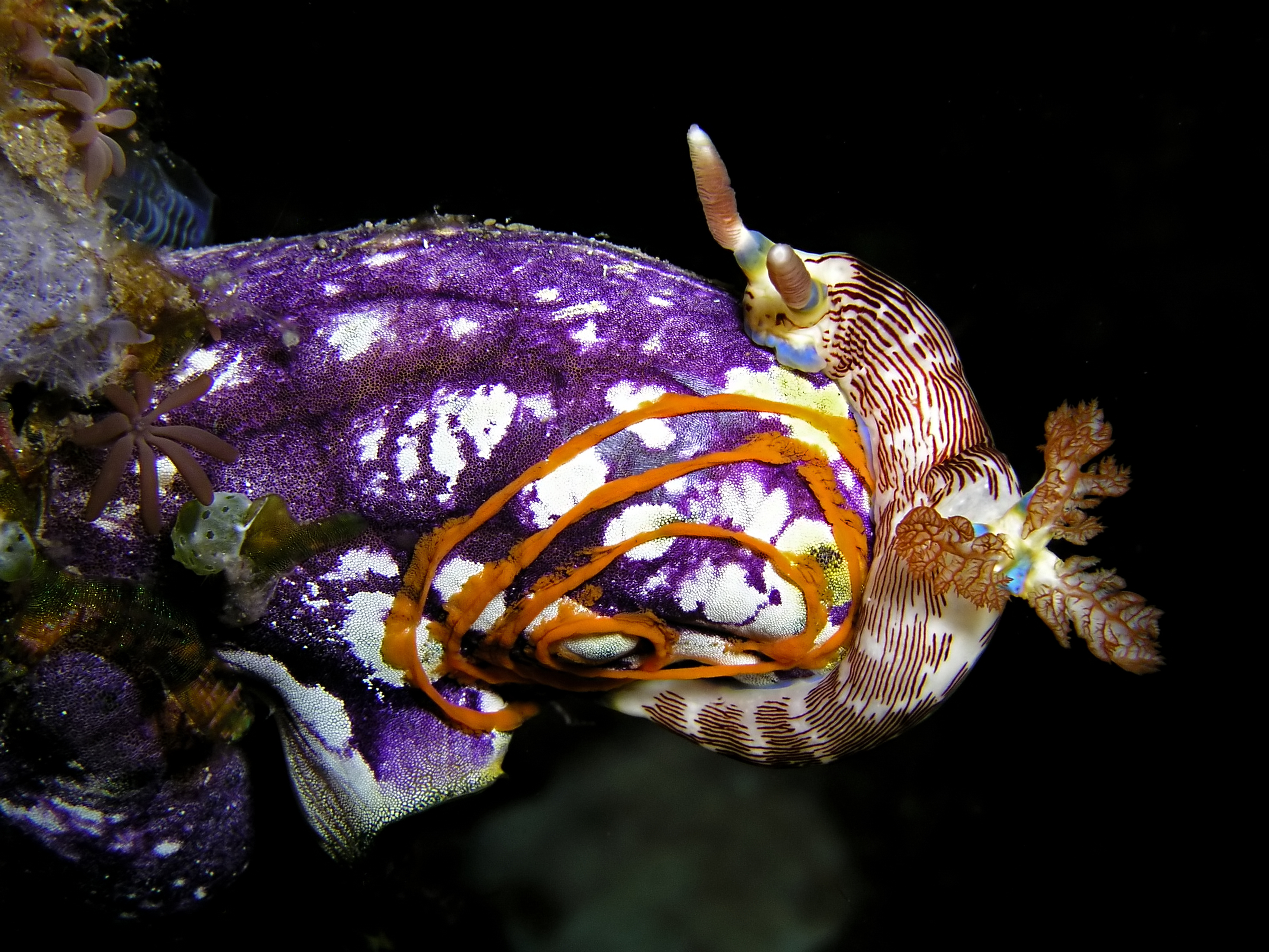
Một Sên biển Nembrotha lineolata bám trên đầu hải tiêu loài Polycarpa aurata
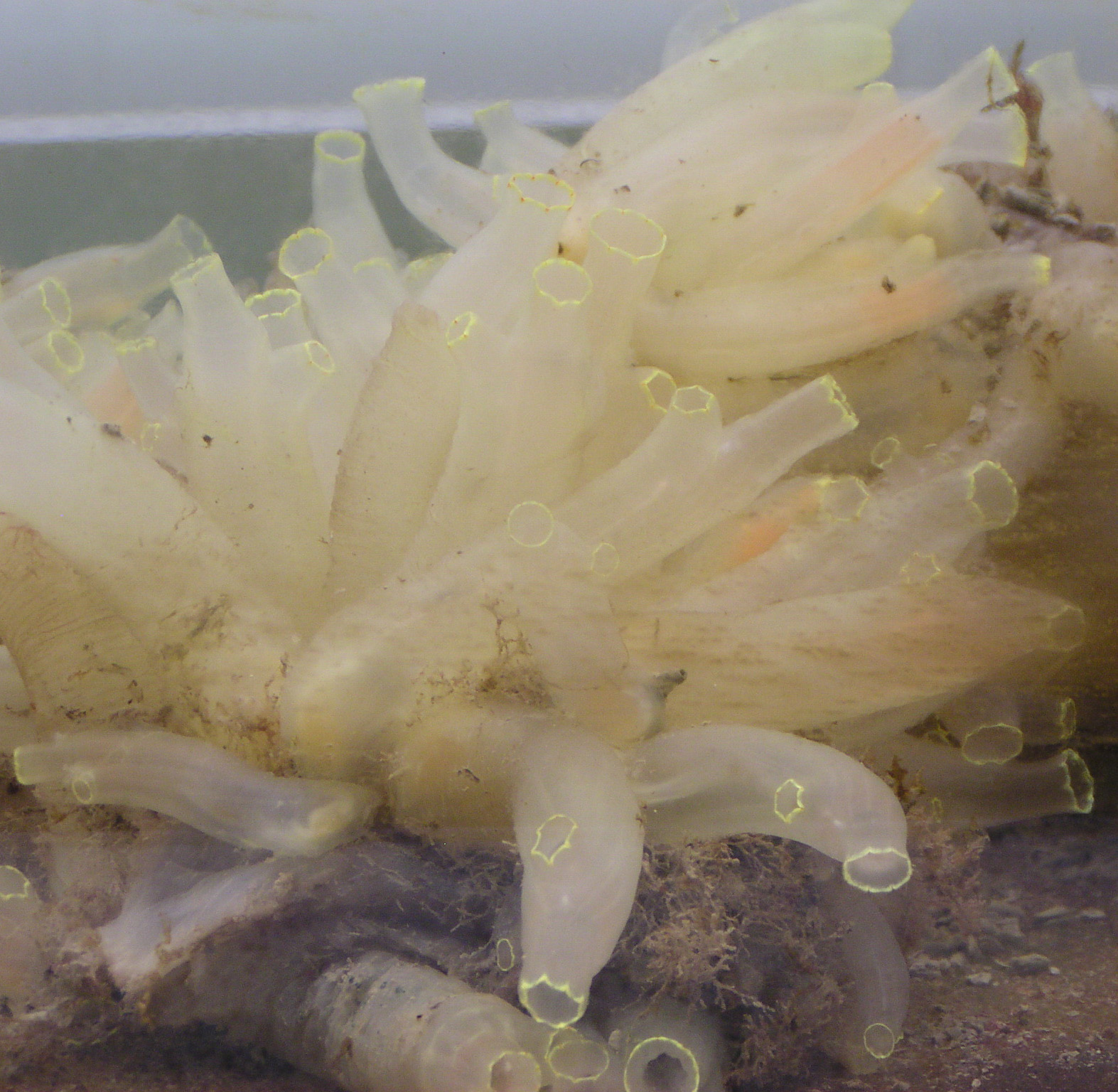
Ciona intestinalis
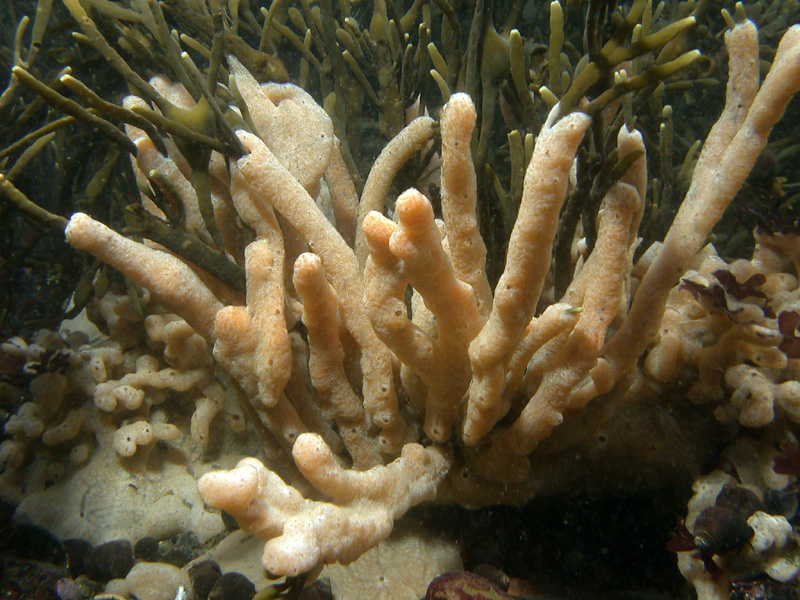
Didemnum
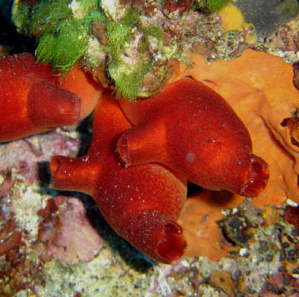
Halocynthia papillosa
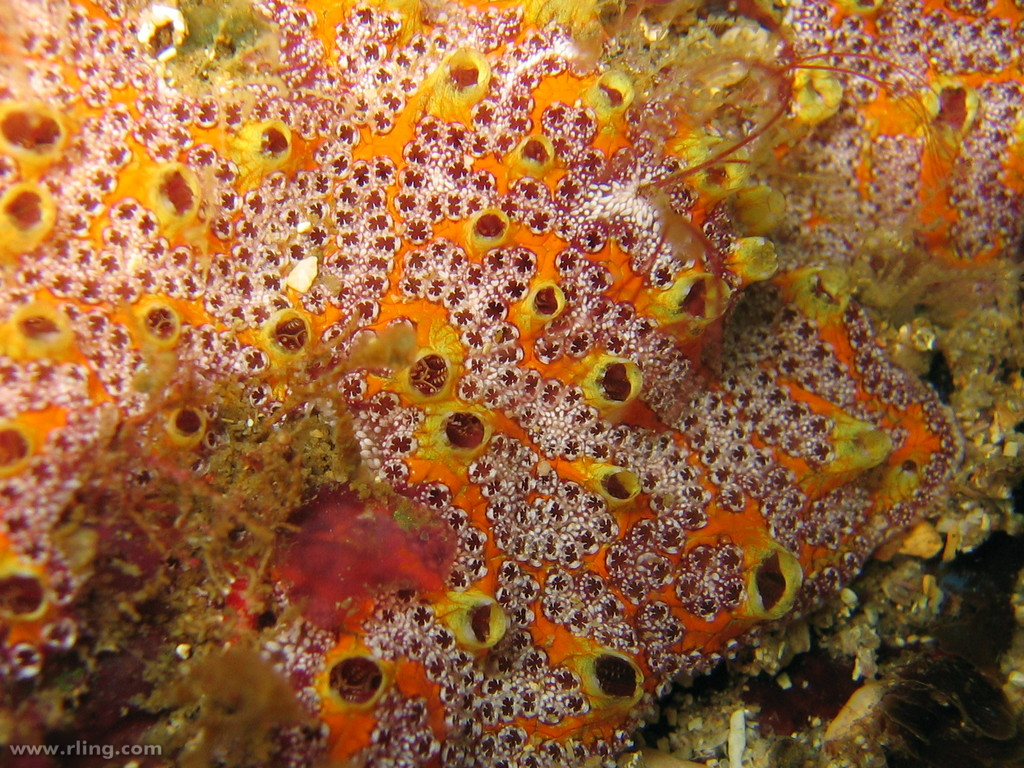
Botrylloides magnicoecum